# جان دوبوك (سياسي)
جان دوبوك Jean Dubuc (من مواليد 8 مارس 1941) هو رجل أعمال وسياسي سابق في كيبيك. مثل لابريري في الجمعية الوطنية لكيبيك من عام 2003 إلى عام 2007 عن حزب كيبيك الليبرالي.